# Rami Bedoui
Rami Bedoui (Sousse, 19 de janeiro de 1990) é um futebolista profissional tunisiano que atua como defensor.

## Carreira
Rami Bedoui representou o elenco da Seleção Tunisiana de Futebol no Campeonato Africano das Nações de 2015.